# 흥부역
흥부역(Heungbu station, 興富驛)은 경상북도 울진군 북면에 있는 동해선의 철도역이다.

## 연혁
- 2025년 1월 1일 : 개통
- 2025년 12월 : KTX-이음 운행 개시 (예정)

## 역 주변
- 한울원자력발전소
- 부구초등학교
- 부구중학교

## 인접한 역
| 동해선           | 동해선          | 동해선         |
| ---------------- | --------------- | -------------- |
| 울진 부전 방면   | ITX-마음 동해선 | 삼척 강릉 방면 |
| 죽변 동대구 방면 | ITX-마음 동해선 | 옥원 강릉 방면 |
| 죽변 동대구방면  | 누리로 동해선   | 옥원 강릉 방면 |